# Leise-Park
Der Leise-Park ist eine Grünanlage im Berliner Ortsteil Prenzlauer Berg des Bezirks Pankow. Er wurde am 1. Juni 2012 der Öffentlichkeit übergeben. Die Parkanlage befindet sich auf 15.900 m² ehemaliger Teilflächen des Neuen Friedhofs St. Marien-St. Nikolai, die der Berliner Senat vom Evangelischen Friedhofsverband Berlin Stadtmitte erworben hatte. Ein Teil der Grabanlagen und Grabsteine blieb bei der Umgestaltung erhalten, den größeren Teil nehmen jedoch naturnahe Spielanlagen und Verweilmöglichkeiten ein.

## Geschichte

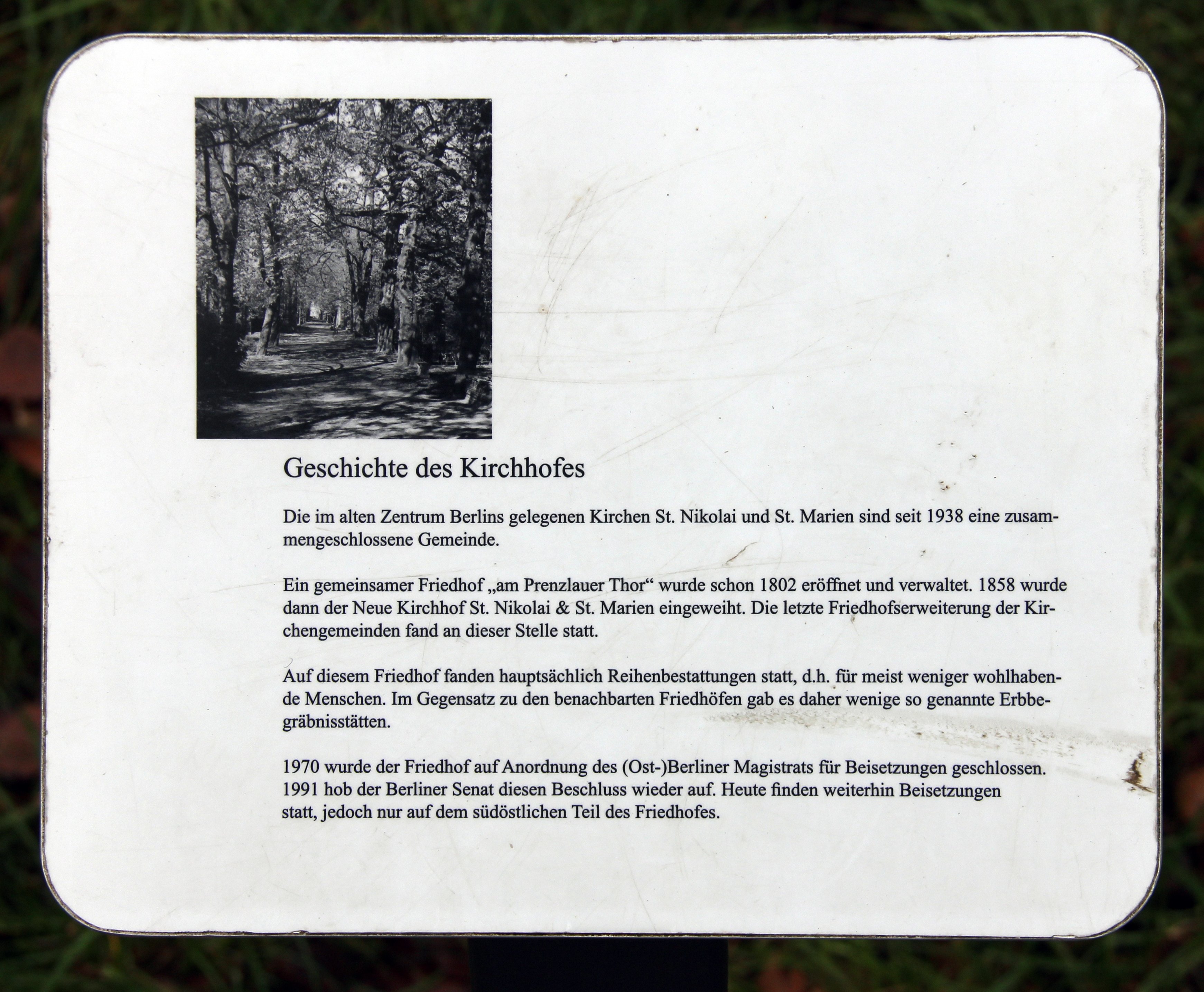
Kurzgeschichte des Friedhofs „vor dem Prenzlauer Thor“ auf einer Gedenktafel an der Heinrich-Roller-Straße 3

Im Jahr 2007 hatte die Evangelische Kirche als Eigentümerin des Friedhofs, der seit 1970 nicht mehr für Bestattungen genutzt wurde, eine Teilfläche von 6600 m² zum Verkauf ausgeschrieben. Um zu verhindern, dass der Bau weiterer Häuser die Wohnbebauung in diesem Teil von Prenzlauer Berg noch mehr verdichtet, gründeten Bürger aus der Nachbarschaft die Initiative Rollerpark. Mit öffentlichen Protesten und einer Unterschriftensammlung brachten sie den Senat schließlich zum Ankauf des Geländes. Die Bewohner der umliegenden Straßen wurden in die Nutzungsplanung und in die Namensgebung einbezogen, aus der schließlich die neue Parkanlage Leise-Park hervorging. Für den Flächenerwerb hatte der Senat 1,9 Millionen Euro ausgegeben. Die Herrichtung des Parks kostete den Bezirk noch einmal 371.000 Euro. Entstanden ist eine Grünanlage mit Spielmöglichkeiten, einem barrierefreien Rundweg und Liegewiesen unter Erhalt des Baumbestandes und einiger Grabsteine. Außerdem wurden ein Lehrpfad angelegt, 27 Bäume, rund 200 Großgehölze und zahlreiche Bodendecker, Farne und Frühblüher gepflanzt. Ausgedünnte Pappeln entlang der Mauer an der Heinrich-Roller-Straße wurden durch Säuleneichen ersetzt. Tafeln an den Wegrändern weisen auf das besondere Konzept hin und mahnen: „Grabstellen sind nicht zum Spielen geeignet.“ Ein Stahlgitterzaun trennt den Leise-Park vom Rest des weiter genutzten Friedhofs.
Die Namensgebung geht auf den Vorschlag von Schülern der in der Christburger Straße gelegenen Grundschule an der Marie zurück. Der Name Leise-Park soll an das Verhalten der Besucher appellieren „sei leise“.
Im Jahr 2013 fanden Nutzer im Leise-Park menschliche Knochen, die wahrscheinlich von Füchsen ausgegraben worden waren. Die Herkunft blieb bisher unklar (Stand Ende 2017).